# Nach Recht und Gesetz
Nach Recht und Gesetz ist ein im Kleinstadt- und Pastorenmilieu spielendes, schwedisches Stummfilmdrama aus dem Jahre 1920 von Carl Theodor Dreyer. Dem Film lag die Kurzgeschichte Prestekonen von Kristofer Janson zugrunde.

## Handlung
Schweden im 17. Jahrhundert. In einer Kleinstadt in der Provinz ist der alte Ortspastor gestorben. Man begibt sich nun auf die Suche nach einem Nachfolger. Drei junge Männer, darunter zwei aus Kopenhagen, bewerben sich um die Stelle und jeder von ihnen muss quasi eine Probemesse lesen und sich damit dem Urteil der Gemeinde aussetzen. Doch wer auch immer die Nachfolge antreten darf, die Sache hat einen Haken: Der Gewinner des Postens muss, so will es ein alter Brauch, die Witwe seines Vorgängers ehelichen. Diese Margarete Pedersdotter aber ist schon sehr betagt und hat bereits drei Ehemänner überlebt. Der Gewinner des attraktiven Postens – die Pfarrei gilt als sehr wohlhabend – ist der junge Söfren. Er ist bereit, sich den Bedingungen zu unterwerfen, bringt aber auch seine Geliebte Mari mit ins Haus.
Er behauptet von der jungen Frau, dass sie seine Schwester sei, sodass keine moralischen Bedenken in der Gemeinde aufkommen. Doch eines Tages eröffnet Söfren Margarete, dass Marie seine Verlobte sei und beide nur auf ihren Tod warten würden, um frei und offen als Mann und Frau leben zu können. Nach anfänglichen Kompetenzgerangel in der Pfarrei scheinen sich Söfren und seine ihm aufgezwungene, deutlich ältere Gattin zu respektieren. Da sich im Laufe der Zeit sogar alle drei zu verstehen beginnen, verrät Margarete Söfren und Mari nicht. Die meiste Zeit verbringt die Pastorenwitwe eh am Grabe ihrer verstorbenen Ehemänner, um mit ihnen Zwiesprache zu halten. Bevor alles auffliegt und es zu einem Skandal kommen kann, stirbt die Alte friedlich im Bett, und Söfren und Marie können nun gefahrlos ihre Beziehung ausleben. Beide jungen Leute gedenken Margarete in Dankbarkeit für das, was sie ihnen in dieser Dreierbeziehung gelehrt hatte.

## Produktionsnotizen
Nach Recht und Gesetz, eine von zwei schwedischen Inszenierungen Dreyers, entstand Mitte 1920 im norwegischen Gulbrandstal (Stabkirche Garmo und das Freilichtmuseum Maihaugen) und lief in Stockholm am 4. Oktober 1920 an. Wann genau der Film in Deutschland herauskam, ist unbekannt. Hier wurde er unter verschiedenen Titeln vertrieben, so neben Nach Recht und Gesetz auch unter Die vierte Ehe der Frau Margareth und Die Pastorenwitwe.
Die Rolle der mehrfachen Pastorenwitwe, die gegen Ende der Geschichte stirbt, wurde von der 76-jährigen Hildur Carlberg verkörpert. Die betagte Künstlerin starb kurz nach Drehende, am 27. August 1920.

## Kritiken
„Der Däne Dreyer zeigt sich hier stark von der schwedischen Schule beeinflusst. Er drehte den ganzen Film ohne Atelier und bezog die Landschaft geschickt in die Handlung ein. Daneben spürt man aber auch schon sein Interesse für menschliche Gesichter.“

„Alles was dieser Bastard [Dreyer] macht, ist erstaunlich.“